# Leila Forouhar
 (septembre 2020).
Si vous disposez d'ouvrages ou d'articles de référence ou si vous connaissez des sites web de qualité traitant du thème abordé ici, merci de compléter l'article en donnant les références utiles à sa vérifiabilité et en les liant à la section « Notes et références ».
Leila Forouhar (en persan : لیلا فروهر) est une chanteuse et une actrice iranienne née le 23 février 1959 à Ispahan .

## Vedette de cinéma
Leila Forouhar est la fille de l'acteur iranien Jahangir Forouhar (en). Elle est déjà connue au cinéma commercial iranien dans les années 1970, puisqu'elle joue son premier rôle à six ans. À 17 ans, elle se fait offrir des rôles mineurs dans les divers films commerciaux sous le Shah. Elle a joué dans une quarantaine de films,. Elle a aussi posé comme artiste pour les revues de mode.

## Chanteuse
En 1974, Leila Forouhar commence une nouvelle orientation de carrière en se relançant dans la musique pop iranienne,. Après quelques essais de voix, elle a la chance d'enregistrer son premier album du meilleur-vendeur. Cet album ira rapidement conquérir un nouveau marché au pays voisin, en Afghanistan. Les vidéos de cet album étaient les plus demandées sur le marché. Surtout deux de ses chansons, Cheshme-ye-Nour et Eshgh Mesle Atisheh ont fait la manchette de tous les magazines du pays. Son succès immédiat lui a valu une acclamation du public et des médias aussi bien en Iran que chez les Afghans. Leila jouit donc de la même popularité que Gougoush, la diva de la musique pop iranienne.

## Nouvelle Diva
Favorite des chroniqueurs qui ont suivi chacun de ses mouvements pour informer un public enthousiaste, elle était le visage de tous les magazines en Afghanistan. La popularité de Cheshme-ye-Nour fait de Leila la nouvelle diva de la musique persane en Iran et dans les pays voisins persanophones comme l'Afghanistan et le Tadjikistan.

## Révolution
La révolution iranienne s'est opposée à toute forme d'art qu'elle considère corrompue. Par un ordre de la cour révolutionnaire tous les artistes ont été convoqués à une audition. Leila Forouhar fut la troisième sur la liste.

## Départ pour la France
Au début de la guerre Iran-Irak, l'industrie iranienne du cinéma et de la musique éprouve une grande difficulté. La famille de Leila reste à Téhéran pour un temps. Mais avec le prolongement de la guerre, elle quitte enfin le pays. En 1986, Leila et sa famille partent pour la France. Jusqu'en 1988, elle reste à Paris. Pendant ce temps, sa carrière est stoppée.

## Départ pour les États-Unis
En 1988, Leila part cette fois en destination des États-Unis pour établir rapidement un contact avec les artistes iraniens résidant à Los Angeles qui s'étaient enfuis du pays après la révolution. En 1989, elle enregistre deux chansons: Makhmal-e-Naz et Hedieh (le cadeau). Un succès phénoménal: Hedieh a reçu l'acclamation des critiques. La chanson Del Ey del (Oh, mon cœur) est devenue immensément populaire, après sa performance de Cheshme-ye-Nour. Dans les années 1990 pour rétablir sa réputation de jadis, elle redouble d'efforts à côté d'autres artistes iraniens et fait enregistrer de nombreux albums. En 2005, Leila se marie  avec un homme d'affaires irano-américain dans une cérémonie réunissant de nombreux chanteurs et artistes compatriotes à Los Angeles. Elle a toujours su concilier, dit-on, le mariage et la carrière. Aujourd'hui, Leila est toujours acclamée par les trois générations de ses admirateurs depuis ses premiers albums, Cheshme-ye-Nour en 1974 (en persan: چشمهٔ نور) et Del, Ey del en 1989 (en persan: دل، ای دل), contribuant à sa popularité.

## Activités récentes
Leila donne souvent des concerts à travers le monde, particulièrement depuis les années 1990. Son voyage au Tadjikistan pour un concert est la plus récente performance dans sa carrière, où elle a chanté avec la chanteuse tadjik Manija Dawlatova et toutes les deux ont été bien accueillies. Sa popularité parmi les Tajiks, et Les Afghans est autant et même plus que les chanteurs indigènes de ces deux pays. Selon son site officiel, Leila travaille sur un nouvel album prévu pour 2007. Elle donne souvent des concerts à Dubaï, parce que la communauté iranienne y est importante.